# Onthophagus ohkuboi
Onthophagus ohkuboi är en skalbaggsart som beskrevs av Teruo Ochi och Masahiro Kon 2006. Onthophagus ohkuboi ingår i släktet Onthophagus och familjen bladhorningar. Inga underarter finns listade i Catalogue of Life.